# Кобзова, Любовь Викторовна
Любовь Викторовна Кобзова (род. 11 мая 1957, Москва, СССР) — советская пловчиха, участница летних Олимпийских игр 1976 года в Монреале, мастер спорта СССР, рекордсменка СССР.

## Биография и карьера
Родилась и выросла в Москве. Тренировалась под руководством заслуженного тренера СССР Лидии Петровны Креер в московском бассейне «Труд». С детства выделялась спортивным талантом и упорством, быстро продвигаясь в различных стилях плавания.
В период 1970-х годов Любовь Кобзова была одной из ведущих советских пловчих-спринтеров. На Олимпиаде в Монреале 1976 года выступала в трех дисциплинах плавания, представляя сборную СССР. Также принимала участие и в национальных соревнованиях высокого уровня, включая чемпионаты СССР и международные кубки.
Была известна своим классическим спринтерским стилем и отличной техникой, особенно на коротких дистанциях. В составе сборной участвовала на первом чемпионате мира по плаванию в 1973 году в Белграде, а также на чемпионате мира 1975 года в Кали (Колумбия).

## Достижения и награды
- Мастер спорта СССР[2]
- Участница летних Олимпийских игр 1976 в Монреале[5]
- Входила в десятку лучших кролисток СССР середины 1970-х[6]
- Рекордсменка СССР
- Доктор экономических наук[7]

## Личная жизнь
В интервью Любовь Кобзова отмечала трудности совмещения спорта и образования. После завершения карьеры в спорте выбрала путь науки, получив докторскую степень в экономике.